# Cléré-du-Bois
Cléré-du-Bois ist eine französische Gemeinde mit 234 Einwohnern (Stand: 1. Januar 2022) im Département Indre in der Region Centre-Val de Loire; sie gehört zum Arrondissement Châteauroux und zum Kanton Buzançais. Die Einwohner werden Clériaciens genannt.

## Geografie
Die Gemeinde Cléré-du-Bois liegt an der Grenze zum Département Indre-et-Loire, etwa 47 Kilometer nordwestlich von Châteauroux. An der südlichen Gemeindegrenze verläuft der Fluss Aigronne. Umgeben wird Cléré-du-Bois von den Nachbargemeinden Fléré-la-Rivière im Norden, Châtillon-sur-Indre im Norden und Nordosten, Murs im Osten, Obterre im Süden und Südwesten sowie Saint-Flovier im Westen und Nordwesten.

## Bevölkerungsentwicklung
| Jahr                       | 1962 | 1968 | 1975 | 1982 | 1990 | 1999 | 2006 | 2013 | 2020 |
| Einwohner                  | 629  | 547  | 434  | 373  | 298  | 267  | 293  | 270  | 233  |
| Quellen: Cassini und INSEE |      |      |      |      |      |      |      |      |      |

## Sehenswürdigkeiten
- Kirche Saint-Pierre
- Wasserturm